# Кордебалет
Кордебалет (на френски: corps de ballet – тяло на балета) е термин в танцовото изкуство, главно в балета и музикалния театър.
Означава ансамбъл от танцьори и танцьорки, изпълняващи масови танцови номера в балета, операта, оперетата, музикалния театър.
По своята функция кордебалетът е подобен на хора в операта. Кордебалетът се групира около водещия танца солист (наричан корифей). Изкуството на кордебалета изисква пределна групова съгласуваност и точност на движенията на всички танцьори.